# 米蘇庫山
9°40′S 33°33′E / 9.667°S 33.550°E
米蘇庫山（英語：Misuku Hills）是馬拉維的山脈，位於該國北部區，處於首都利隆圭以北約500公里，全長25.7公里，最高點海拔高度2,124米，受副熱帶潮濕性氣候影響。